# 云南土司
云南土司为明朝政府在云南地区所设立的行政单位。
公元1381年（明洪武十四年），明朝大軍到云南，蒙古梁王把匝剌瓦尔密逃亡被追杀，明政府置雲南府。云南府管辖大理、臨安以下，元江、永昌以上。孟艮、孟定等處則為司，新化、北勝等處則為州，或設流官，或仍土職。少数民族地区为土司，包括今天云南大部分以及缅甸，老挝的北部，稱三宣六慰。

## 外部連結
[在维基数据编辑]
 《欽定古今圖書集成·方輿彙編·職方典·雲南土司部》，出自陈梦雷《古今圖書集成》